# ميخائيل ريدينتون
ميخائيل ريدينتون (بالإنجليزية: Michael Ridenton)‏ هو لاعب كرة قدم نيوزيلندي في مركز الدفاع، ولد في 28 مارس 1968 في نيوزيلندا. شارك مع منتخب نيوزيلندا لكرة القدم. أما مع النوادي، فقد لعب مع نادي يونيفرستي ماونت ولينغتون.

## وصلات خارجية
- ميخائيل ريدينتون على موقع الاتحاد الدولي (مؤرشف)  (الإنجليزية)
- ميخائيل ريدينتون على موقع قاعدة بيانات كرة القدم.إي يو (الإنجليزية)
- ميخائيل ريدينتون على موقع ناشيونال فوتبول تيمز (الإنجليزية)